# Eudorylas galeatus
Eudorylas galeatus är en tvåvingeart som först beskrevs av Hardy 1949.  Eudorylas galeatus ingår i släktet Eudorylas och familjen ögonflugor. Inga underarter finns listade i Catalogue of Life.